# Scale Lake
Der Scale Lake (englisch für Fischschuppensee) ist ein kleiner See an der Ingrid-Christensen-Küste des ostantarktischen Prinzessin-Elisabeth-Lands. In den Vestfoldbergen liegt er in einer Senke westlich des Collerson Lake auf der Breidnes-Halbinsel.
Biologen der Davis-Station untersuchten ihn 1974. Das Antarctic Names Committee of Australia benannte ihn deskriptiv nach seiner Erscheinung. 